# Moldavie aux Jeux olympiques d'hiver de 2010
Cet article contient des informations sur la participation et les résultats de la Moldavie aux Jeux olympiques d'hiver de 2010 à Vancouver au Canada.

## Cérémonies d'ouverture et de clôture

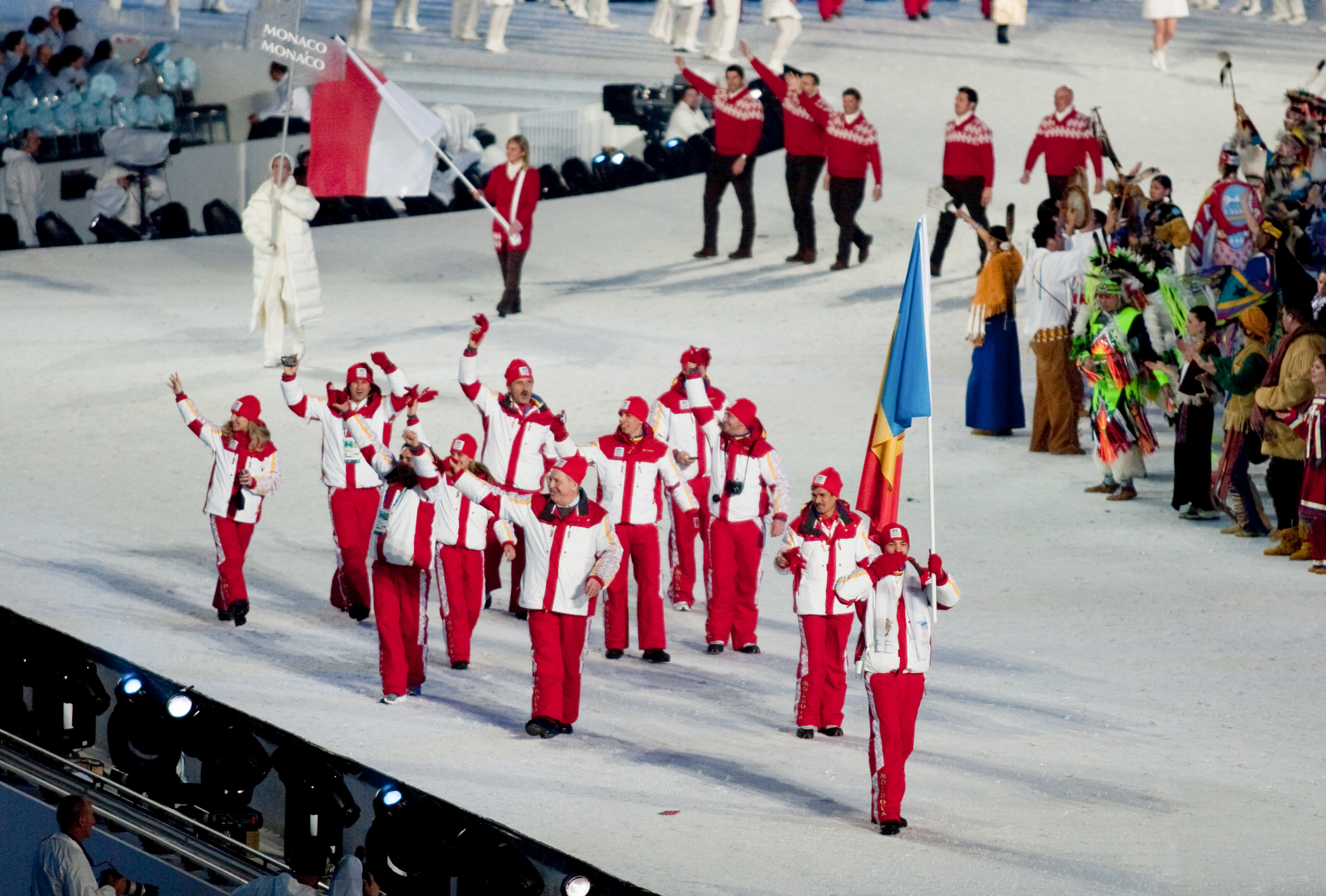
Entrée de la délégation moldave lors de la cérémonie d'ouverture.

Comme cela est de coutume, la Grèce, berceau des Jeux olympiques, ouvre le défilé des nations, tandis que le Canada, en tant que pays organisateur, ferme la marche. Les autres pays défilent par ordre alphabétique. La Moldavie est la 53e des 82 délégations à entrer dans le BC Place Stadium de Vancouver au cours du défilé des nations durant la cérémonie d'ouverture, après le Mexique et avant Monaco. Cette cérémonie est dédiée au lugeur géorgien Nodar Kumaritashvili, mort la veille après une sortie de piste durant un entraînement. Le porte-drapeau du pays est le biathlète Victor Pinzaru.
Lors de la cérémonie de clôture qui se déroule également au BC Place Stadium, les porte-drapeaux des différentes délégations entrent ensemble dans le stade olympique et forment un cercle autour du chaudron abritant la flamme olympique. Comme lors de la cérémonie d'ouverture, le drapeau moldave est porté par Victor Pinzaru.

## Engagés par sport

### Biathlon
Hommes
- Victor Pinzaru

Femmes
- Natalia Levchenkova

### Luge
Hommes
- Bogdan Macovei

### Ski alpin
Hommes
- Urs Imboden
- Christophe Roux

### Ski de fond
Hommes
- Serghei Balan

Femmes
- Alexandra Camenscic

## Diffusion des Jeux en Moldavie
Aucune chaîne nationale ne retransmet les Jeux de Vancouver, mais les Moldaves peuvent néanmoins suivre les épreuves olympiques sur le câble et le satellite sur Eurosport. Eurosport et Eurovision permettent d'assurer la couverture médiatique moldave sur Internet.